# 考波什霍莫克
考波什霍莫克，是匈牙利绍莫吉州所辖的一个村。总面积11.48平方公里，总人口490，人口密度42.7人/平方公里（2011年1月1日）。